# Aeroportul Internațional Sarajevo
Aeroportul Internațional Sarajevo (IATA: SJJ, ICAO: LQSA) este un aeroport din Ilidža Municipality⁠(d), Sarajevo, Federația Bosniei și Herțegovinei, Bosnia și Herțegovina ce deservește zona Sarajevo. Aeroportul a fost tranzitat în 2022 de 1.377.348 de pasageri. A fost deschis în 2 iunie 1969 și numit după zona deservită.
Situat la o altitudine de 521 m, aeroportul dispune de 1 pistă.

## Infrastructură

### Piste
Aeroportul dispune de o singură pistă. Pista 11/29 are suprafața de asfalt și dimensiunile 2.600 m × 45 m. 